# إليزابيث سوبركاسيوس
اليزابيث سوبركاسو سومرهوف (Elizabeth Subercaseaux) من مواليد عام 1945.هي صحفية و كاتبة تشيلية.

## السيرة الذاتية
توفي والد سوبركاسيوكس في عام 1956، وكان يبلغ من العمر 42 عاما، في حين كان عمر إليزابيت 11 عاما. لديها خمسة أشقاء - برناردو وخوان، أكبر من إليزابيث ومارتن وزيمينا، الأصغر سنا، ,وترعرعت هي وأشقائها مع والدتهم ؛النحاتة، والرسامة، والمصورة جيردا سومرهوف، التي ولدت في ألمانيا وترعرت في هولندا.وهي الحفيدة الكبرى للملحن الألماني روبرت شومان وكلاراويك.
بعد انتهاء إليزابيت من المدرسة الثانوية في عام 1967، سافرت إلى إسبانيا مع زوجها الأول، كارلوس يوجينيو لافين، وانفصلت عنه بعد سبع سنوات، ولديها ثلاثة أطفال: أنجليكا، أليخاندرا، وكارلوس لافين سوبركاسو.

## حياتها المهنية
بدأت إليزابيث سوبركاسيوكس حياتها الصحفية كمشاركة في Nuevo Diario of Madrid..؛
لدى عودتها إلى تشيلي في عام 1974، شغلت منصب مدير مجلة للأطفال، وتدرس في كلية بجامعة تشيلي للصحافة، وأجرت مقابلات للمجلات .
في عام 1990 سافرت إلى الولايات المتحدة، حيث تعيش حاليا مع زوجها، أستاذ الأدب الإسباني الأمريكي، الناقد الأدبي، والمترجم، John Hassett.، وهي مستمرة في الكتابة لمختلف وسائل الإعلام، وقالت انها كانت محاضرة. وهي مساهم منتظم في مجلة Ocean Drive،
والصحيفتين لا ناسيون La Nación في سانتياغو؛ وديا في Al Día فيلادلفيا.
كانت لمدة 18 عاما تكتب عمود لمجلة Vanidades Continental. و في مجلة La Tia Eulogia، كتبت عمود فكاهي، كان ناجح جدا في أمريكا اللاتينية.
كانت سوبركاسيوس كاتبة عمود، وتجري مقابلات، ومراسلة في وسائل الإعلام المختلفة، بما في ذلك مجلات Apsi, و Cosas, و Caras , Cuaderno Cervantes و , El Sábado,و Vanidades Continental و , Master, و Vivir Mejor. وقد كانت مراسلة لبي بي سي، وكذلك للمجلة الكولومبية Semana .
وقد لوحظ أن عملها، ينطوي على نقد سياسي واجتماعي لبلدها، مع الاهتمام الدائم بحقوق الإنسان ودور المرأة التشيلية في العقود الأخيرة.
أول كتاب لها كان، قصة compilation Silendra، نشرت في عام 1986، وفي عام 1988، نشرت روايتها الأولى بعنوان El canto de la raíz lejana. ومنذ ذلك الحين كان هذا النوع الرئيسي لها، وقد كتبت 25 كتابا، من بين مميزاتها الفكاهة؛ والروايات وكتب القصص الصحفية القصيرة.
من بين الترابطات التي قام بها بعض المراجعين بين الشخصيات العامة وشخصياتها الوهمية، قالت سوبركاسيوس :
لا جدوى من الادعاء بأن في هذه الفئة من القصة، هي مجتمع من سانتياغو، وأن ألبرتو لارين هو خوان دي لوس بالوتيس،
أو أن بيلا مطابق ل خوانيتا بيريز. لكنني أحب أن يحدث ذلك، لأنه يحول شخصياتي إلى لحم ودم.
وترجمت أعمالها إلى عدة لغات، منها الإنجليزية والألمانية والكورية والفرنسية والهولندية والبرتغالية والإيطالية.

## الجوائز
- First Prize of the National Association of Hispanic Publications of the United States for best story
- LiBeratur Prize 2009 for Una semana de octubre, award for the best novel

## أعمالها

### في الصحافة
- Los generales del régimen, interview, 1983, with Malú Sierra and Raquel Correa
- Del lado de acá, interviews, Galinost, Santiago, 1986
- Ego sum Pinochet, interview, Zig-Zag, Santiago, 1989; with Raquel Correa
- La comezón de ser mujer, chronicles, Planeta, Santiago, 1994
- Las diez cosas que una mujer en Chile no debe hacer jamás, chronicles, Planeta, Santiago, 1995
- Eva en el mundo de los jaguares, chronicles, Aguilar, Altea, Taurus y Alfaguara, Buenos Aires, 1998
- Gabriel Valdés, señales de historia, interview, Aguilar, Santiago, 1998
- Mi querido papá, Sudamericana, Santiago, 2001
- Las diez cosas que un hombre en Chile debe hacer de todas maneras, Catalonia, Santiago 2003
- Michelle, interview, Catalonia, Santiago 2005 (RBA Libros, Barcelona, 2006); with Malú Sierra
- Evo: despertar indígena, interview, LOM, Santiago 2007; with Malú Sierra

### في القصة
- Silendra, short stories, Las Ediciones del Ornitorrinco, Santiago, 1986 (reissued by Alfaguara México, 2000)
- El canto de la raíz lejana, novel, Planeta, Santiago, 1988 (reissued by Andrés Bello, Santiago, 2001)
- El general azul, novel, Ediciones B, Buenos Aires, 1991
- Matrimonio a la chilena, novel, Alfaguara, 1997
- Una semana de octubre, novel, Grijalbo, México, 1999 (reissued by Suma de Letras, Madrid, 2010)
- La rebelión de las nanas, novel, Grijalbo Mondadori, Santiago, 2000
- Un hombre en la vereda, novel, Sudamericana, Santiago, 2001
- Reporteras, novel, Catalonia, 2005
- Asesinato en La Moneda, novel, Planeta, Santiago, 2007
- Asesinato en Zapallar, novel, Planeta, Santiago, 2007
- Vendo casa en el Barrio Alto, novel, Catalonia, Santiago, 2009
- Un affaire casi perfecto, novel, 2010
- Las confidentes, novel, Suma/Aguilar, 2010
- Compro Lago Caburga, novel, Catalonia, Santiago, 2011
- La última noche que soñé con Julia, crime fiction, Suma de Letras, Santiago, 2012
- Clínica Jardín del Este, novel, Catalonia, Santiago, 2013
- La música para Clara, novel, Sudamericana, Santiago, 2014
- La pasión de Brahms, novel, Sudamericana, Santiago, 2016
- La patria de cristal, novel, Catalonia, Santiago, 2017

## روابط خارجية
- إليزابيث سوبركاسيوس على موقع IMDb (الإنجليزية)
- إليزابيث سوبركاسيوس على موقع قاعدة بيانات الفيلم (الإنجليزية)